# カメラ・ウェルクシュテーテン・グーテ&トルシュ
カメラ・ウェルクシュテーテン・グーテ&トルシュ（Kamerawerkstätten Guthe & Thorsch GmbH 、KW）はかつてドイツに存在したカメラメーカーである。

## 歴史
- 1915年 - ドイツ系ユダヤ人、パウル・グーテ（Paul Guthe ）がカメラウェルクシュテーテン・パウル・グーテ・ドレスデン（Kamerawerkstätten Paul Guthe Dresden ）を創業した。
- 1919年 - ドイツ系ユダヤ人、ベノ・トルシュ（Benno Thorch ）が経営に参画、カメラウェルクシュテーテン・グーテ&トルシュ有限会社（Kamerawerkstätten Guthe & Thorsch GmbH ）となった。
- 1920年 - 「パテント・エツイ（Patent Etui）」を発表し、それまでの簡単な構造のカメラから脱皮し独自性を持つカメラの生産へとシフトした[1]。
- 1937年 - パウル・グーテがユダヤ人迫害から逃れるためにスイスに移住し、ベノ・トルシュが経営を引き継いだ。
- 1938年 - 同じくユダヤ人であったベノ・トルシュが迫害を逃れるために、チャールズ・アドルフ・ノーブル（Charles Adolf Noble ）との間で、彼がデトロイトで営んでいた写真複写工場とカメラウェルクシュテーテンを交換する交渉が成立し経営者が交代。ベノ・トルシュがアメリカ合衆国に移住した。
- 1939年 - ライプツィヒ春の見本市に「プラクチフレックス（Plaktiflex）」を出品[2]。同じドレスデンのニーダーゼーリッツにある以前飴工場だったムンクビッツ＆ミューラーを買収し、増築改築の後そこに移転、社名をカメラウェルクシュテーテン・チャールズ・A・ノーブル（Kamerawerkstätten Charles A. Noble ）として登記した[2]。
- 1945年 - 5月19日にソ連軍事政権から「プラクチフレックス（Plaktiflex）」と「ピロート・スーパー（Pilot-Super）」それぞれ25,000台を受注した[3]。しかしこれを実現するにおいてカール・ツァイス製のレンズが不足していたので、当時アメリカ占領下にあったイェーナへ赴いて交渉をしなけらばならず、煩瑣なお役所仕事で待たされた後、チャールズ・アドルフ・ノーブル（Charles Adolf Noble ）と息子のジョンが交渉に必要なビザと書類を手に入れイェーナへと向かったが、帰国後の7月5日に逮捕された[3]。これによりカメラウェルクシュテーテン・チャールズ・A・ノーブルは経営者不在となり、ザクセン州政府により従業員の中から3名が管財人に指名された[3]。
- 1946年 - 11月18日に執行されたザクセン州国民投票の結果カメラウェルクシュテーテン・チャールズ・A・ノーブルは没収されザクセン州に帰属することになり、産業管理局24OPTIKの下に置かれ社名もカメラウェルクシュテーテン・ニーダーゼーリッツ（Kamerawerkstätten Niedersedlitz）となった[3]。
- 1948年 - ソ連向けの戦時賠償のノルマが厳しくなったことと、カメラウェルクシュテーテン・ニーダーゼーリッツが発展し従業員も増えたことから専門知識を持つ工場長が必要となり、技術面のリーダーだったジークフリート・ベーム（Siegfried Böhm ）が設計長と兼務する形で就任した[3]。また新たに設立されたVVBメカニク下に置かれることとなり、社名がメカニク・カメラウェルクシュテーテン・VEBニーダーゼーリッツ（MECHANIK Kamerawerkstätten VEB Niedersedlitz）に変わった[3]。
- 1950年 - ジョン・ノーブル（John Noble）に強制労働15年の刑が言い渡され、その後ソ連国内の強制収容所に収容される[3]。
- 1951年 - VVBオプティックが設立されその下に置かれることになり、社名がオプティック・カメラウェルクシュテーテン・VEBニーダーゼーリッツ（OPTIK Kamerawerkstätten VEB Niedersedlitz ）となった[3]。
- 1952年 - チャールズ・アドルフ・ノーブル（Charles Adolf Noble ）に強制労働7年の刑が言い渡されるが、数日後釈放される[3]。
- 1953年 - 一般機械製作省に直接帰属することになり、社名がVEBカメラヴェルケ・ニーダーゼーリッツ（VEB Kamerawerke Niedersedlitz ）に変更された[3]。
- 1955年 - 当時のアメリカ合衆国大統領ドワイト・D・アイゼンハワーの介入により、6月5日ジョン・ノーブル（John Noble）が釈放された[3]。
- 1959年 - キノヴェルケ（旧ツァイス・イコン）と合併、カメラ&キノヴェルケ・ドレスデン（VEB Kamera & Kinowerke Dresden ）となった。
- 1964年1月1日 - ウェルタ・カメラヴェルク、アルティッサ、アシュペクタと合併し、ペンタコンとなった。

## 製品一覧

### 120フィルム使用カメラ
- ピロート・ボックス（Pilot Box 、1932年発売） - 6×9cm判一眼レフカメラ。
- ピロート・シックス（Pilot 6 、1936年発売） - 6×6cm判一眼レフカメラ。
- ピロート・ズーパー（Pilot Super 、1938年発売） - 6×6cm判一眼レフカメラ。レンズ交換が可能になった。
- プラクチシックスI（Practisix ） - 6×6cm判一眼レフカメラ。プラクチシックスII以降はペンタコンになってから発売されている。

### 127フィルム使用カメラ
- ピロート（Pilot ） - 4×3cm判二眼レフカメラ。クランクハンドルによる巻き上げ、自動巻き止め。

### 135フィルム使用カメラ

#### プラクチフレックス・シリーズ
高価なスペックを前面に押し出すのではなく、充分に考慮された廉価なスペックで幅広いアマチュア層に受け入れられることを優先したカメラである。この基本方針は後のプラクチカ・シリーズでも尊重され受け継がれた。

##### 第1世代
- プラクチフレックス（Praktiflex 、1939年発売） - 世界初のクイックリターンミラー付き35mm一眼レフカメラである。M40レンズマウント。1/20,1/50,1/100,1/200,1/300,1/500秒及びBを持ったゴム引き幕製フォーカルプレーンシャッター、集光レンズ付き折り畳み式ウェストレベルファインダー、そして全面フォーカシングスクリーンが装備されていた[4]。ネームプレートの「Praktiflex」はゴシック体で書かれていた[4]。
  - 第1の改良型（1939年発売） - ネームプレートの「Praktiflex」が筆記体で書かれていた。製造期間中に1/30秒と1/75秒が追加された[4]。
  - 第2の改良型（1939年発売） - フィルムカウンターが巻き上げノブの下に付けれている。彩色された巻革を選択できた。また製造期間中に巻き上げノブが直径21mm、巻き戻しノブが直径15cmに小型化された[5]。
  - 第3の改良型（1940年発売） - 挟み込み式の吊り金具が付けられた。ボディの塗装と巻革に彩色したものが選択できた[5]。
  - 第4の改良型（1940年発売） - シャッターダイヤルの形状が変更された。また製造期間中に最も遅いシャッタースピードが1/25秒に変更された[6]。
  - 第5の改良型（1946年発売） - フィルムカウンターが巻き上げノブの中に組み込まれた。巻き上げノブが直径27mm、巻き戻しノブが直径17cmに大型化された[6]。
- プラクチフレックスII（Praktiflex II 、1941年試作のみ） - 1～1/10秒のスローシャッターと1/1000秒のシャッタースピードが追加された。内蔵セルフタイマーは全てのシャッタースピードで使用できるようになっていた。シンクロターミナルが底面にあった[6]。

##### 第2世代
- プラクチフレックス（Praktiflex 、1947年発売） - フロントサイドにシャッターレリーズボタンが付けられ、フィルム巻き戻しボタンがプッシュ式となった。巻き上げノブが直径25mm、巻き戻しノブが直径16mmに小型化された[7]。
  - 第1の改良型（1948年発売） - レンズマウントがM42に変わった[7]。

#### プラクチカ・シリーズ
「近代的なレンズマウント」と「シャッタースピードが1/2-1/500秒」を装備したカメラを製造するようソ連軍事政権から要求されたことがきっかけで開発されたシリーズ。シャッターダイヤルを当時最新の技術を取り入れて一軸とし、それに合わせてシャッターを新たに設計している。。当初は1949年1月に製造が開始される予定だったが、ダイカストの製造が遅れ同年10月からになった。1950年ライプツィヒ春の見本市で初公開された。
- プラクチフレックス(プラクチカ)（Praktiflex(Praktica) 1948年試作のみ）[9]。
- プラクチカ（Praktica 、1949年発売） - M42スクリューマウント。1/2,1/5,1/10,1/25,1/50,1/100,1/200,1/300,1/500秒及びBを持ったゴム引き幕製フォーカルプレーンシャッター、簡略化された固定式ウェストレベルファインダー装備され、シャッターボタンがフロントサイドに水平方向に付けられていた。裏蓋が取り外し可能だった[9]。
  - 第1の改良型（1950年発売） - ファインダーフードがクロムメッキされたほか、上に乗せられるプリズムファインダーが付属品として追加された[10]。
  - 第2の改良型（1951年発売） - ボディ底部にフラッシュシンクロ接点付けられたほか、実際にそれを利用するためのアダプターが付属品として追加された[10]。
  - 第3の改良型（1952年発売） - フラッシュシンクロ接点がフロントサイドに付けられた[10]。

#### プラクチナ・シリーズ
交換可能なファインダーを装備したエクサクタ・ヴァレックスがマーケットで評価されたことから、それを装備した35mm一眼レフカメラプラクチナが生産されることになった。他にも画面をほとんど光のロスなく観察できるビューファインダーや標準レンズ用の画角が50ないし58mmのニュートン式ファインダーが追加的に導入された。シャッターは新たに設計され、ドレスデンのカメラとしては初めてシャッターダイヤルが回転しない構造が採用された。またモーターによる巻き上げが底板の接続部により可能となり、当初は外付け式ゼンマイモーターが使用された。電動モータードライブ、遠隔レリーズ用のマグネットレリーズ、450枚撮り用17mフィルムパック、顕微鏡撮影及び複写用ファインダー、ステレオファインダー、ベローズなどシステムカメラとして必要な様々な付属品が導入されていき高い評価を得たが、1960年5月に突然生産が中止された。
- プラクチナ（Praktina 1952年発売） - ファインダーとフォーカシングスクリーンが交換式になっていて、ビューファインダーが付属していた。1/1,1/2,1/5,1/10,1/25,1/50,1/100,1/200,1/500,1/1000秒とBを持つゴム引き布製フォーカルプレーンシャッターや作動時間を調整できるセルフタイマー、X及びFシンクロ用三つのシンクロターミナルや電動巻上げのための接続部等が装備されていた[12]。付属品として交換式のウェストレベルファインダーとプリズムファインダー、そしてゼンマイ式モータードライブが追加された[12]。
- プラクチナFX（Praktina FX 1953年発売） - 世界で初めてシステムカメラとして提供された35mm一眼レフカメラ。X及びFシンクロ用のターミナルが現在の標準規格と同じになった。また自動絞りレンズに対応するためにカメラ側の機構が新しくなった[12]。
- プラクチナIIa（PraktinaIIa 1958年発売） - 軍艦部のシンクロセレクターによりX、F、FPシンクロが可能となったためシンクロターミナルが一つになった。シャッタースピードが倍数系列になった。プラクチナFXとは異なるレンズの自動絞り機構が採用された。また露出計付きプリズムファインダーとモータドライブ接続部分に取り付け可能な巻き上げレバーが付属品として追加された[13]。

#### プラクチカFXシリーズ
1952年8月限りで生産が終了したオプティック・カメラウェルクシュテーテン・VEBニーダーゼーリッツ（旧カメラ・ウェルクシュテーテン・グーテ&トルシュ）のプラクチカの後継機種で、同年9月より製造が開始された。
当時大きく変化したフラッシュ技術を取り入れたことでXとFのシンクロターミナルが装備され、それに因んで「プラクチカFX」と名付けられた。
基本モデルは以前のプラクチカの最終機種第３の改良型であり、外観はほぼ同型である。
ウェストレベルファインダーは固定式で結像が左右逆であり、正像を見るためにはアクセサリーのペンタプリズムを乗せる必要があるので、交換式ファインダーに対するニーズは高かった。
そのニーズに応えるべくVEBカメラヴェルケ・ニーダーゼーリッツ（旧オプティック・カメラウェルクシュテーテン・VEBニーダーゼーリッツ）は1956年5月にプラクチカFXにはウェストレベルファインダーとツァイス製プリズムファインダーを装着できるようにする改造サービスを始めることを決めたが、これは希望者のみを対象としており大量生産は行われなかった。
レンズマウントはプラクチカ・スクリューマウント(M42マウント)。
- プラクチカFX（1952年発売） - 1952年3月から8月にかけて製造された、オプティック・カメラウェルクシュテーテン・VEBニーダーゼーリッツ時代のプラクチカ 第３の改良型の銘を「Praktica FX」に変更しただけの機種である。[15]。
  - プラクチフレックスFX（1953年発売） - 輸出専用モデル。ネームプレートの刻印が「Praktiflex FX」となっている以外は、プラクチカFXと同一[15]。
  - 第１の改良型（1953年発売） - シンクロターミナルがXシンクロ用の二つとなった[15]。
  - 第２の改良型（1954年発売） - シンクロターミナルが現在の標準規格と同じXシンクロ用一つとなり、シャッターダイヤルでシンクロ用シャッタースピード（1/40秒）が選べるようになった[16]。
  - 第３の改良型（1954年発売） - シンクロターミナルが現在の標準規格と同じXとFシンクロ用二つとなった[16]。
  - カベンダ（1954年発売） - アメリカ向け輸出専用モデル。アメリカでは「Praktica」が使えなかったことから第３の改良型のネームプレートの刻印を「Kawenda」にしたもの。[17]。
- プラクチカFX 改造サービス版 - 1956年10月から希望者に対しプラクチカFXの改造サービスが行われた。1957年6月までの間に約300台がこのサービスを受けた。その内容は、希望に応じファインダーを交換式に改造、ウェストレベルファインダーへの変更、特別製のツァイス製プリズムファインダーの搭載、セルフタイマーの内蔵、シンクロターミナルを現在の標準規格と同一に変更であった。また、ツァイス製プリズムファインダーを固定式にすることもできた[18]。

#### プラクチカFX2/3シリーズ
当初パンフレットや使用説明書では「プラクチカⅢ」となっていたが、マーケットでは受けれられず1956年ライプチヒ春の見本市では名称が「プラクチカFX2」に変更された。
ウェストレベルファインダーの形が変更され、同時に蓋を押すだけで簡単に閉じられるようになった。

- プラクチカ（1955年発売） - このシリーズの基本モデルで、プラクチカFX 第２の改良型がベースとなっている[20]。
ウェストレベルファインダーの形が丸みを帯び開閉が簡単になったほか、ノブ上に回す方向を示す矢印が付けられた[20]。
- プラクチカFX2（1956年発売） - ネームプレートの刻印が「Praktica FX2」となっている以外はプラクチカと同じ[20]。
  - ポルスト・レフレックスFX2（1956年） - ニュルンベルクポルスト社のためのOEM生産機種。ネームプレートの刻印が「PORST reflex FX2」となっている以外プラクチカFX2と同じ[20]。
  - 第１の改良型（1956年発売） - 世界初の自動絞り機構を持つ35mm一眼レフカメラで、シャッターボタンと連動する自動絞り機構が搭載されていた[21]。
また、フロントサイドにF及びX用の標準規格のシンクロターミナルが付けられた[21]。
    - プラクチカFX3（1956年） - 輸出専用モデルだが第１の改良型と同一機種であり、輸出先から逆輸入された時に見分けられるようにネームプレートの銘が「Praktica FX3」としてあった[21]。
- プラクチカF.X2（1958年発売） - フラッシュがシャッターとシンクロするタイミングを、それまでの露出が始まる10mm/s前からFシンクロ用にシャッターが全開する10mm/s前に変更された[21]。
  - プラクチカF.X3（1958年） - 輸出専用モデルでプラクチカF.X2と同一機種であり、輸出先から逆輸入された時に見分けられるようにネームプレートの銘が「Praktica F.X3」としてあった[22]。

- プラクチカⅣ/Ⅴシリーズ以降のプラクチカについてはペンタコン#プラクチカIV / Vシリーズボディー以下の項目を参照のこと。
- 製造を担当したコンタックスFM/ペンタコンFM以降のコンタックスブランド一眼レフカメラについてはコンタックス#一眼レフカメラのコンタックス/ペンタコンシリーズを参照のこと。

### 乾板使用カメラ
- パテント・エツィ（Patent Etsui 、1920年発売） - 6.5x9cm（大名刺）判。ロールフィルムホルダーを併用すれば120フィルムも使用できる。9×12cm（大手札）判もあった。1930年頃栗林写真機械製作所がコピー品であるファースト・エツィを生産した。